# Carte da gioco Most-wanted iraqi

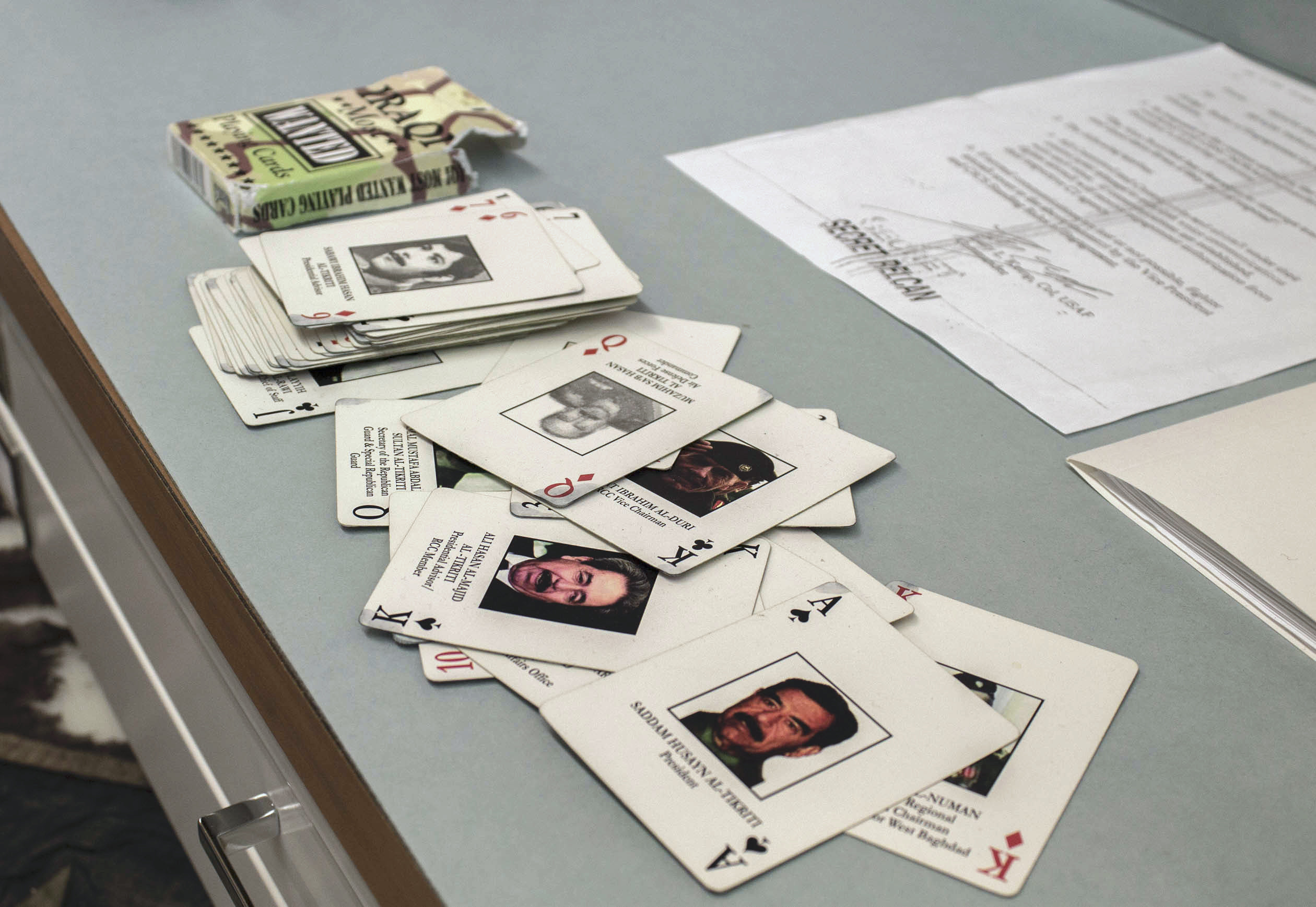
Alcune carte del mazzo

Most-wanted iraqi è un mazzo di carte da poker che i militari statunitensi idearono per aiutare le truppe ad identificare i membri più ricercati del governo di Saddam Hussein durante l'invasione dell'Iraq nel 2003.

## Storia
Il mazzo, composto da 52 carte, raffigurava i 52 dirigenti del regime iracheno che gli statunitensi inserirono nella lista dei ricercati, i quattro assi erano impersonati da Saddam Hussein, dai due figli e dal segretario particolare del rais. Ogni carta conteneva il nome della persona ricercata, una foto (se disponibile) e la carica. Le carte dal valore più alto, ovvero assi e re, si riferivano alle persone in cima alla lista dei più ricercati.
Le carte sono state commercializzate anche in Italia allegate al quotidiano Libero.

## Elenco
Di seguito l'elenco delle carte con i rispettivi ricercati:

### Picche
- Asso: Saddam Hussein, Presidente
- Re: Ali Hassan al Majid, Consigliere del Presidente, più noto come "Alì il chimico"
- Regina: Muhammad Hamza al-Zubaydi, Membro del Ccr (Consiglio dei comandanti della rivoluzione)
- Fante: Ibrahim Ahmad Abd al-Sattar Muhammad, Capo di Stato maggiore delle forze armate
- 10: Hamid Raja Shalah, Comandante dell'Aviazione
- 9: Rukan Razuki al-Ghafar al-Majid, Capo dell'ufficio degli affari tribali
- 8: Tareq Aziz, Vicepremier
- 7: Mahmoud Ziab al-Ahmad, Ministro dell'Interno
- 6: Amer Rashid Mohammad, Consigliere del presidente e ministro del Petrolio
- 5: Watban Ibrahim al-Tikriti, Consigliere del Presidente
- 4: Mohammad Zimam al Razzak, Capo del Baath per la regione di Tamin
- 3: Abdel Majid al Faysal, Capo del Baath per la regione di Salaheddin
- 2: Rashid Taan Kazem, Capo del Baath per la regione di Al Anbar

### Fiori
- Asso: Qusay Hussein, Capo delle forze speciali e della sicurezza, figlio secondogenito di Saddam Hussein
- Re: Izzat Ibrahim al-Douri, Vicepresidente del Ccr
- Regina: Kamal Mustafa Abdallah, Segretario della Guardia repubblicana
- Fante: Seifeddin Fulayyih Hasan, Capo di Stato maggiore della Guardia repubblicana
- 10: Latif Nusayyif Jassem, Vicepresidente dell'ufficio militare del Baath
- 9: Jamal Mustafa Abdallah, Vicecapo dell'ufficio degli affari tribali
- 8: Walid Hamid Tawfiq, Governatore di Bassora
- 7: Ayad Futayyif Khalifa, Capo di stato maggiore delle forze 'Qods'
- 6: Hassam Mohamed Amine, Capo dell'organismo di controllo nazionale
- 5: Barzan Ibrahim Hassan, Consigliere presidenziale
- 4: Samir al Aziz al Najim, Capo del Baath per Baghdad est
- 3: Seifeddin al Machhadani, Capo del Baath per la regione di Mouthanna
- 2: Okla Sakr al Kubaissi, Capo del Baath per Missan

### Quadri
- Asso: Abid Hamid Mahmud, Segretario del Presidente
- Re: Aziz Saleh al Noaman, Capo del Baath per Baghdad ovest
- Regina: Muzahem Saab Hassan, Comandante di unità dell'aviazione
- Fante: Taher Jalil Habbuch, Servizi di informazione
- 10: Taha Yassin Ramadan, vicepresidente
- 9: Taha Mohieddin Maaruf, Vicepresidente
- 8: Hekmat Ibrahim al Azzaui, Vicepremier e Ministro delle Finanza
- 7: Amer Hammudi Hassan, Consigliere scientifico del presidente
- 6: Sabawi Ibrahim al-Tikriti, Consigliere del presidente
- 5: Abdel Baqi al Karim Abdallah, Capo del Baath per la regione di Diala
- 4: Yahya Abdallah al Ubaidi, Capo del Baath a Bassora
- 3: Mohsen Khodr al Khafaji, Capo del Baath per Qadissiyah
- 2: Adel Abdallah Mehdi, Capo del Baath per la regione di Zi Qar.

### Cuori
- Asso: Uday Hussein, Capo dei Fedayyin di Saddam, figlio primogenito di Saddam Hussein
- Re: Hani al Latif Tilfah, Direttore delle forze speciali della sicurezza
- Regina: Barzan al Ghafur Suleiman Majid, Comandante delle forze speciali della Guardia repubblicana
- Fante: Rafic Abdel Latif Tilfah, Direttore della sicurezza generale
- 10: Abdel Tawab Mulla Howeich, Vicepremier e ministro dell'industria militare
- 9: Mizban Khodr Hadi, Componente del Ccr
- 8:Sultan Hashim Ahmad al-Tai, Ministro della Difesa
- 7: Zuheir Taleb Abdel Sattar, Direttore dell'intelligence militare
- 6: Mohammad Mehdi Saleh, Ministro del commercio
- 5: Huda Saleh Mehdi Ammash, Scienziata, esperta di armi di distruzione di massa
- 4: Homam Abdel Khalek Abdel Ghafur, Ministro dell'Istruzione superiore e della ricerca
- 3: Fadel Mahmud Gharib, Capo del Baath per la regione di Babilonia
- 2: Ghazi Hammud al Oubaidi, Capo del Baath per la regione di Al Kut